# Cytochroom

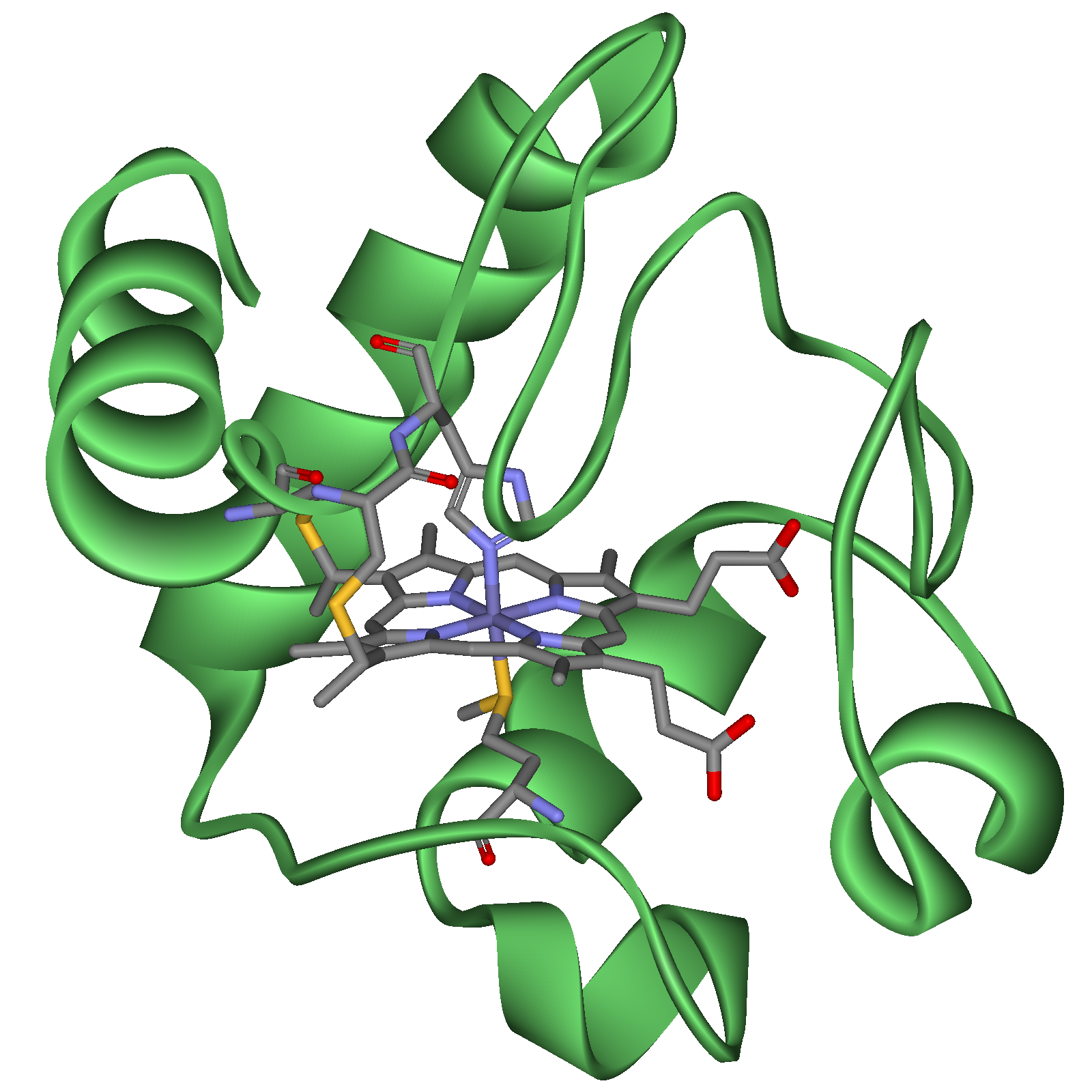
Cytochroom c met heemgroep c (grijs)

Cytochromen zijn eiwitten die een centrale rol spelen in de energiestofwisseling van levende cellen. Ze katalyseren een aantal belangrijke redoxreacties in de elektronentransportketen, het proces waarbij cellen stapsgewijs energie verkrijgen uit voedingsstoffen. Cytochromen kenmerken zich door hun ijzer-bevattende heemverbinding. Het ijzeratoom heeft een variabele oxidatietoestand: het kan elektronen opnemen en afstaan aan een volgend eiwit.
In tegenstelling tot de kleurloze atomen H, C, N en O die de bouwstenen zijn van vrijwel alle biologische moleculen, zijn de ionen van overgangsmetalen vaak gekleurd. Omdat cytochromen ijzer bevatten, werden ze al in 1884 met behulp van spectroscopische technieken ontdekt. In de jaren 1920 noemde de bioloog David Keilin deze gekleurde eiwitten 'cellulaire pigmenten', oftewel cytochromen.
Cytochromen worden op basis van hun heemgroepen ingedeeld in vier klassen: cytochroom a, cytochroom b, cytochroom c en cytochroom d. Deze klassen kunnen worden onderscheiden door hun karakteristieke absorptiespectra. In biochemische literatuur worden soms ook andere classificaties gehanteerd, zoals cytochroom o of de aparte groep cytochroom P450.

## Structuur en functie
De meeste cytochromen zijn kleine, globulaire eiwitten. Ze kunnen wateroplosbaar zijn of deel uitmaken van membraaneiwitten. Een cytochroom bevat altijd minstens één heemverbinding, dat essentieel is voor zijn functie. De heemverbinding bestaat uit een sterk geconjugeerd ringsysteem (waardoor de elektronen zeer mobiel zijn) met in het midden een ijzeratoom. Het ijzer in cytochromen alterneert voortdurend tussen zijn tweewaardige (Fe2+) en driewaardige (Fe3+) oxidatietoestand. Geoxideerde cytochromen (met Fe3+) kunnen een elektron opnemen, en deze vervolgens doorgeven aan een ander redox-actief eiwit, waarbij ze in hun gereduceerde toestand raken (met Fe2+). Het doorgeven of 'dragen' van elektronen is een belangrijk principe binnen de energiestofwisseling.

Lintdiagram van cytochroom c, met de redoxactieve heemgroep bruin gekleurd

Cytochromen zijn vooral bekend om hun rol in de oxidatieve fosforylering, de fotosynthese, en enkele anaërobe stofwisselingsroutes in bacteriën. Tijdens de oxidatieve fosforylering speelt cytochroom c een rol in elektronenoverdracht van het membraangebonden complex III naar complex IV. In de elektronentransportketen van chloroplasten komt cytochroom b6-f voor, dat de verbindende schakel is tussen fotosysteem II en fotosysteem I. Cyclo-oxygenase 2, een enzym dat betrokken is bij ontstekingen, is ook een cytochroom b-eiwit.
Een aparte familie van cytochromen is cytochroom P450. De naam is afgeleid van de karakteristieke piek die ontstaat door de sterke absorptie van licht bij golflengten van 450 nm, wanneer het heem-ijzer gereduceerd is (door natriumdithioniet) en gecomplexeerd is met koolmonoxide. Deze cytochromen zijn voornamelijk betrokken bij enzymatische afbraak van kleine lichaamsvreemde moleculen, zoals geneesmiddelen of toxines.

## Analyse
Cytochromen kunnen met behulp van spectroscopische technieken bestudeerd worden. Omdat de ijzerionen met zichtbaar licht verschillende kleuren geven, werden de cytochromen al relatief vroeg in de geschiedenis van de biochemie ontdekt. Spectroscopische technieken zoals elektronspinresonantie en ramanspectroscopie, in combinatie met het aanbrengen van gerichte mutaties in de eiwitketen, zijn toegepast om de functie van de heemgroep op te helderen, belangrijke aminozuurresiduen te identificeren die betrokken zijn bij protonoverdracht, en de katalytische cyclus en de structuren van zijn tussenproducten vast te stellen.